# Chlorophorus nigripes
Chlorophorus nigripes är en skalbaggsart som först beskrevs av Gaspard Auguste Brullé 1832.  Chlorophorus nigripes ingår i släktet Chlorophorus och familjen långhorningar. Inga underarter finns listade i Catalogue of Life.